# Ishinkai
El Ishinkai (維新会?   «Sociedad de la Restauración») fue un partido político de corta duración en Japón durante la era Taisho.

## Historia
El partido fue establecido en junio de 1917 por 43 miembros independientes de la Dieta Nacional elegidos en las elecciones de abril, algunos de los cuales habían sido miembros del Kōseikai. Fue progubernamental y apoyó al Primer Ministro Terauchi Masatake.
En octubre de 1917, el partido se fusionó con un grupo de 12 miembros independientes de la Dieta conocidos como el "Grupo Kansai" para formar el Shinseikai.